# Brzeźnica (dopływ Bobru)
Brzeźnica (Brzeźniczanka, też Młynówka, Iławka, niem. Girbigsbach) – rzeka dorzecza Odry, prawobrzeżny dopływ Bobru długości 37,37 km. Wypływa w miejscowości Stypułów i płynąc na zachód mija miejscowości: Chotków, Wrzesiny, Brzeźnica. W Nowogrodzie Bobrzańskim wpada do Bobru.